# 季蘇爾區

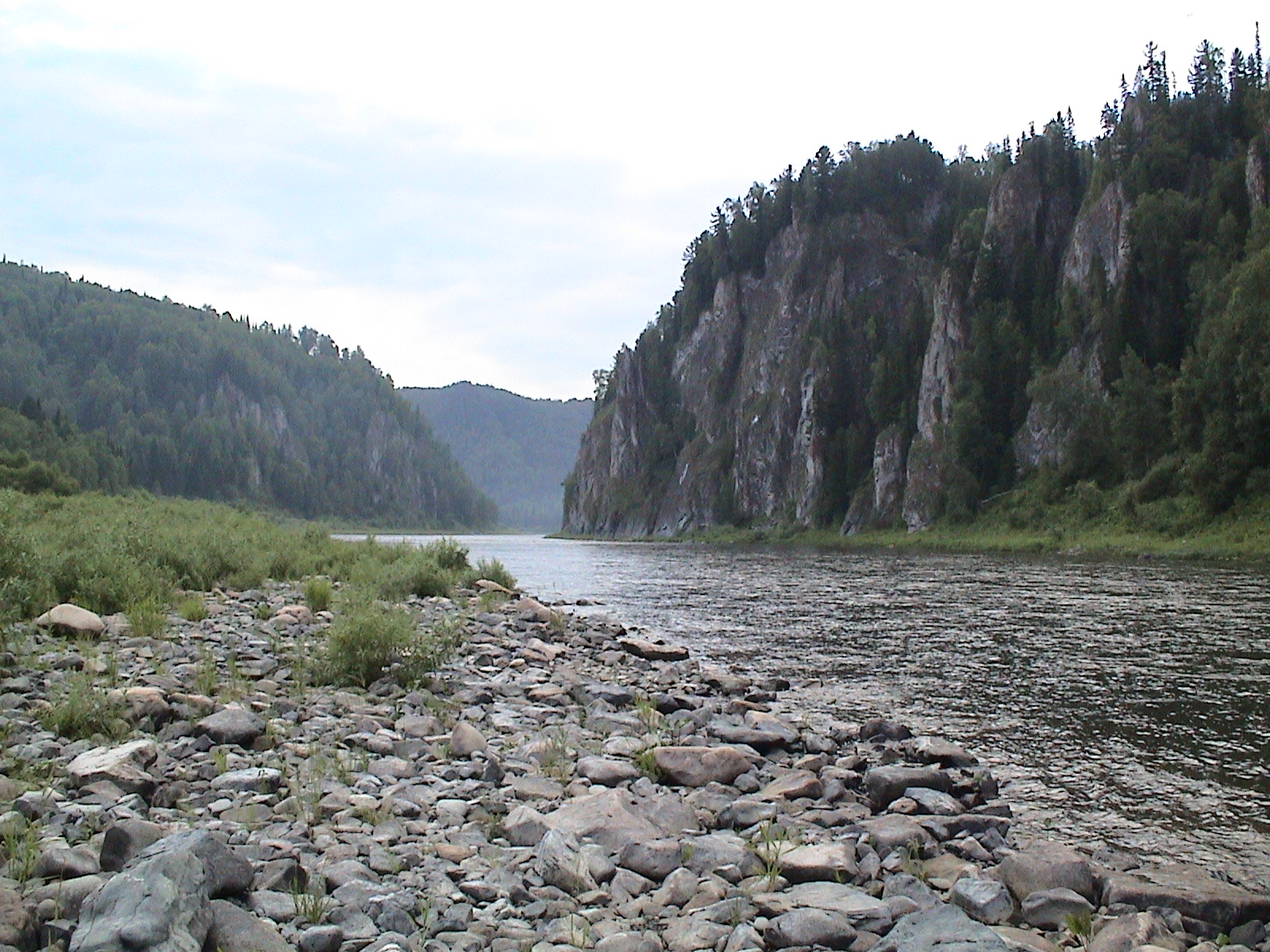

55°45′43″N 88°18′55″E / 55.76194°N 88.31528°E
季蘇爾區（俄语：Тисульский район），是俄羅斯的一個區，位於該國南部，由科麥羅沃州負責管轄，面積8,100平方公里，2010年該區人口25,045，人口密度每平方公里3.09人。